# Dryopsophus gilleni
Espèce
Synonymes
- Hyla gilleni Spencer, 1896
- Litoria gilleni (Spencer, 1896)

Statut de conservation UICN

 LC  : Préoccupation mineure
Dryopsophus gilleni est une espèce d'amphibiens de la famille des Pelodryadidae.

## Répartition
Cette espèce est endémique du Sud-Est du Territoire du Nord en Australie. Elle se rencontre dans le comté de MacDonnell dans les monts MacDonnell. Sa zone de présence est d'environ 7 600 km2.

## Description

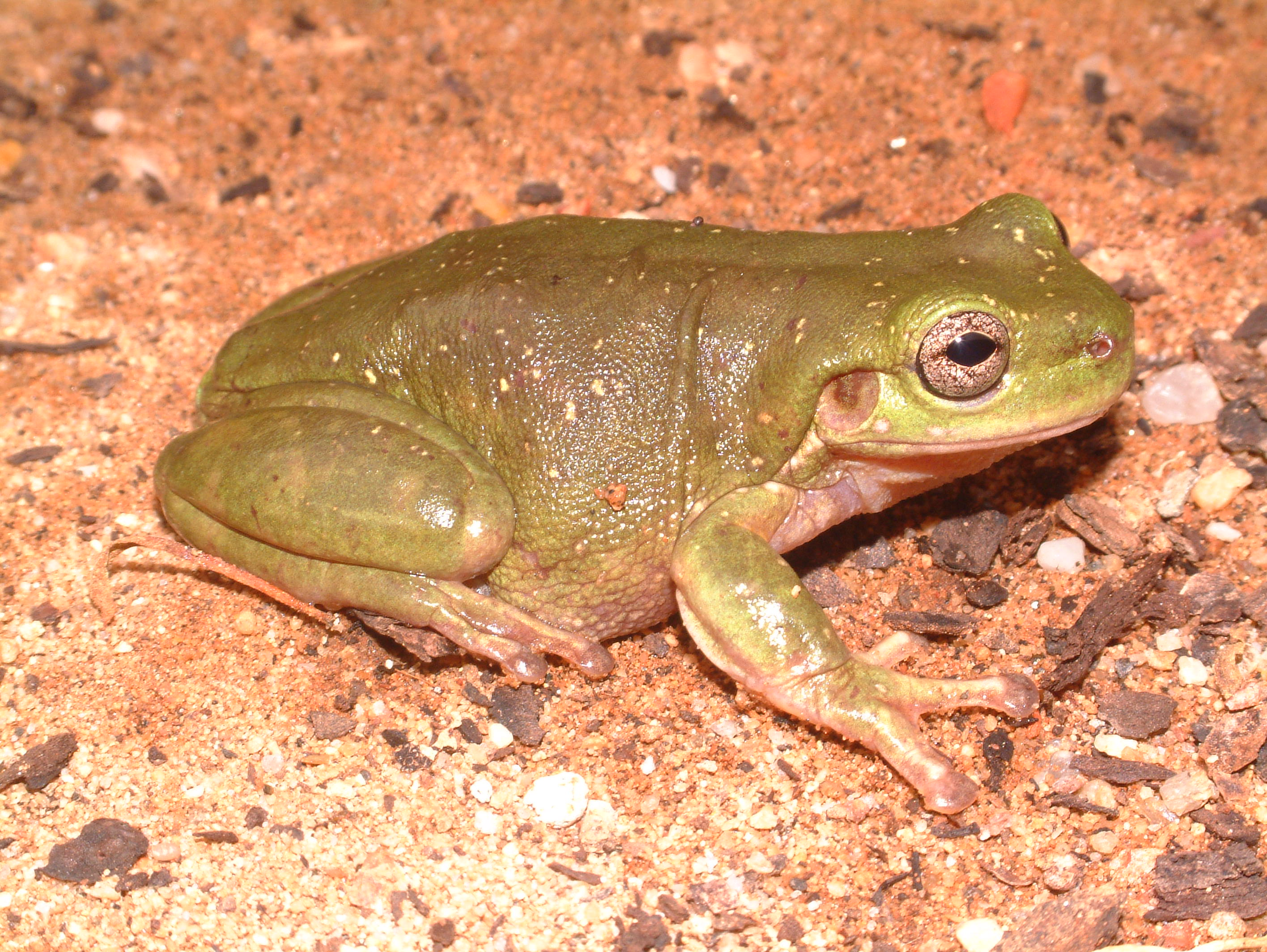
Dryopsophus gilleni

Les mâles mesurent de 40 à 62 mm et les femelles de 55 à 80 mm.

## Étymologie
Cette espèce est nommée en l'honneur de Francis James Gillen (1855-1912).

## Publication originale
- Spencer, 1896 : Amphibia. Report on the work of the Horn Scientific Expedition to Central Australia, vol. 2, p. 152-175.